# Satsujin Murder
Pour les articles homonymes, voir Murder.
Satsujin Murder (殺人 MURDER) est un court métrage d’animation réalisé par Makoto Wada en 1964. Il s’agit de son premier anime qui lui vaut le prix Noburō Ōfuji.

## Présentation
Satsujin est une œuvre expérimentale muette composée de sept séquences similaires. Chacune commence par une scène qui montre une femme de ménage découvrir une scène de crime. Puis, six détectives célèbres mennent une courte enquête : Sherlock Holmes, Hercule Poirot, Sam Spade, un tueur de vampire, James Bond et un savant de science-fiction ; la dernière séquence, différente, dépeint plutôt une romance en noir et blanc. La mise en scène et la musique diffère selon la personnalité des détectives ; ainsi, Hercule Poirot résout par exemple l’énigme de son fauteuil en fumant. Le style, enfin, reste épuré sur fond souvent uni, l’animation se faisant grâce à des dessins sur papier.
L’auteur semble ici vouloir amuser le public avec un court métrage comique où il dissémine des indices pour déduire l’identité des détectives.

## Réception
Première œuvre cinématographique de Makoto Wada, déjà grand passionné de cinéma, Satsujin est présenté au premier festival d’animation de Sōgetsu à Tōkyō en 1964. Il est récompensé par le prix Noburō Ōfuji. Par la suite, le réalisateur tournera plusieurs autres films et un anime, mais son style satirique transparaît déjà ici.
En 2000 sort en DVD au Japon une compilation des courts métrages primés au festival du film Mainichi.

## Fiche technique
Source : Anime News Network.
- Réalisation, scénario, animation et production : Makoto Wada
- Musique : Masao Yagi
- Durée : 9 min

## Sources et références
1. 1 2  Catherine Munroe Hotes, « Murder (殺人, 1964) » (consulté le 25 juillet 2011)
2. ↑  Tadao Satō, Le cinéma japonais, vol. 2, Centre Georges-Pompidou, 1997 (ISBN 9782858509300), p. 201
3. ↑  « Satsujin Murder » ((en) récompenses), sur l'Internet Movie Database
4. ↑  (ja) « 日映画コンクール (Mainichi Film Awards) », sur animations-cc.net (consulté le 25 juillet 2011)
5. ↑  (ja) « 【DVD】毎日映画コンクール大藤信郎賞受賞短編アニメーション全集　１９６２～１９９７ », sur allcinema.net (consulté le 25 juillet 2011)
6. ↑  Satsujin - Murder (movie), Anime News Network.